# William Henssler

W. Henssler

William Frédéric Henssler, né le 18 mars 1875 à Bâle, et mort le 2 mai 1951 à Genève, est un architecte suisse, frère de Paul-Eugène Henssler. Il a épousé la cantatrice Marie-Louise Campiche (1886-1970) dont il a une fille Lucienne (1911-1934) et un fils, Jean-Jacques Henssler (1914-1976), architecte lui aussi.Aussi créé l’immeuble qui se trouve aujourd’hui sur la Rue de la Navigation 11 

## Biographie
William est fils de Jacob Frédéric Henssler (1834-1882), maître brasseur né dans le Wurtemberg d’une famille de maîtres charpentiers actifs dès le XVIe siècle, et de Pauline Knauss (1844-1905), née à Couvet, descendante d’une lignée de chirurgiens et pasteurs en Hesse. Comme son frère Paul-Eugène, William Henssler reçoit une formation d’architecte à l’École des Beaux-Arts de Genève. Cependant les deux frères ne collaborent pas. 
Parallèlement à sa carrière de bâtisseur, William Henssler, passionné de théâtre, s’investit activement dans la vie culturelle de Genève, notamment en présidant la Société des amis de l’instruction, la Société d'exploitation du Kursaal - Grand Casino de Genève ainsi que la Fédération romande des sociétés de théâtre amateur de 1926 à1939. A ce titre, il est fait Officier de la légion d'honneur par la France. Ce fut pour lui l'occasion de réaliser le Théâtre provisoire des Fêtes du Centenaire au mois de juillet 1914, qui vit affluer de milliers de Genevois. En politique, membre du parti radical, il est député au Grand Conseil genevois de 1930 à 1951 qu'il préside comme Doyen en 1945 et en 1948.
Son activité d’architecte s'étend de 1908 jusqu'à sa mort en 1951. Membre fondateur de l’ Association syndicale des architectes, William Henssler a bâti une septantaine d'ouvrages, dont nombre d'immeubles d’habitation bourgeoises et sociales, ainsi que des garages et plusieurs édifices industriels et commerciaux. Ses premières réalisations sont marquées par le Heimatstil , tout particulièrement dans la formulation des toitures, avec des éléments néoclassiques sur les façades (rue de la Servette 40). À partir de 1910, son décor de façades s’alourdit de formes rectangulaires influencées par la Sécession viennoise, ainsi que par les formes empruntées à la fortification médiévale (rue de Saint-Jean, rue Edouard-Racine). Il agrémente parfois se compositions de loggias, de motifs stylisée empruntés au style Louis XVI et de sculptures de Paul Moullet (1878-1928).

## Œuvres marquantes à Genève
- Immeuble de logements route de Frontenex 31-33 angle rue du XXXI Décembre 52 (premier opus,1904)

- Immeuble rue de la Servette 40 (1906)
- Immeuble rue de l’École de Médecine 2 (1908-1909)
- Immeubles rue de Saint-Jean 56-58 (1909)
- Immeuble rue Bergalonne 5 - act. rue Marguerite Dellenbach (1908-1909)
- Immeuble avenue du Mail 1-3 (1908-1909)
- Immeuble rue des Eaux-Vives 114 (1909)
- Immeuble rue de la Servette (1911)
- Immeuble rue Charles-Giron 1 (1911-1912)
- Immeubles sur le rond-point Jean-Jacques, avenue du Devin-du-Village 2-4 et rue du Contrat-Social 1-3 (1912-1913)[4]
- Immeubles rue de Saint-Jean 56-58 (1912-1913)
- Immeubles rue Edouard-Racine 6-10 (1914-1915)[2].
- Fabrique de spiraux rue Saint-Jean 19 (1910-1911)[5]
- Fabrique de magnétos Bosch, rue de Lausanne 78 (1920)
- Édifice industriel rue des Vieux-Grenadiers 7 - act. Patek Philippe Museum (1920)[2]
- Immeubles de logements ouvriers quai Capo-d'Istria 20-26 (1929)
- Immeuble de logements, boulevard des Philosophes 16 - angle rue du Petit-Salève 1 (1932)
- Centre médical à la Maternité, rue Alcide-Jentzer 18 (1946)
- Immeuble de logements rue Charles-Giron 31-33 (1947)
- Annexe du Palais des Expositions boulevard du Pont d'Arve 40 (dernier opus, 1949-1950)

## Alpinisme
William Henssler, montagnard chevronné comme son frère, est entré dans l'histoire de l'alpinisme pour avoir, le 6 septembre 1906, ouvert une voie de descente sur la face nord du Petit Dru (3'732 m.) accolé à l'Aiguille Verte.
Auteur de plusieurs affiches pour des projections alpestres organisées par la Fédération montagnarde genevoise à la Salle de la Réformation, il  a en a commenté un certain nombre entre 1918 et 1925, notamment sur ses ascensions dans les 4000 du Massif du Mont-Blanc et des Alpes valaisannes.